# Jeugd met een Opdracht

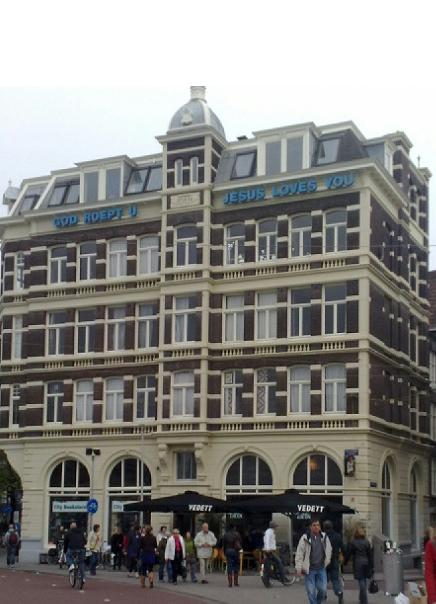
Het gebouw de Samaritan’s Inn aan de Prins Hendrikkade in Amsterdam, tegenover het Centraal Station. Kenmerkend is de tekst op de gevel God roept u - Jesus loves you

Jeugd met een Opdracht (JmeO), in het Engels Youth With A Mission (YWAM), is een internationale christelijke jongerenorganisatie bestaande uit christenen vanuit verschillende kerkelijke richtingen, die als statutair doel heeft om het evangelie van Jezus Christus wereldwijd bekend te maken.
Wereldwijd zijn circa 18.000 mensen fulltime bij projecten onder de paraplu van Jeugd met een Opdracht betrokken. Zij zijn verbonden aan een van de ongeveer 1.100 vestigingen wereldwijd en werken als vrijwilliger op basis van giften van familie, vrienden en kerken. Naar schatting zeker 25.000 mensen doen daarnaast jaarlijks mee aan korte-termijnactiviteiten van Jeugd met een Opdracht. Dat kunnen scholen, cursussen, werkvakanties en/of evangelisatieacties zijn.

## Geschiedenis
Jeugd met een Opdracht werd in 1960 opgericht door de Amerikaan Loren Cunningham, toentertijd een 24-jarige student. Hij kreeg naar eigen zeggen een visioen tijdens een van zijn evangelisatiereizen. Daarin spoelden golven aan op het strand. Het strand veranderde in een kaart met alle continenten van de wereld. De golven werden jonge mensen die - het evangelie brengende - alle continenten overspoelden.
In december 1960 richtte Cunningham, samen met enkele vrienden, Jeugd met een Opdracht op. In de eerste jaren stuurde de organisatie vooral individuen en groepen uit naar het buitenland. Zo werden onder andere teams uitgestuurd naar de Bahama's en Mexico.
In 1967 kreeg Cunningham het idee voor een School voor Evangelisatie. Deze begon in 1969 in Lausanne, Zwitserland. Hiermee werd de basis gelegd voor de Discipelschap Training School (DTS). Dit format bestaat uit drie maanden volgen van lessen en daarna drie maanden werkzaam zijn in een zendingsgebied. Deze opzet is tot op de dag van vandaag in gebruik. De ontstaansgeschiedenis is beschreven in het boek Is dit echt van u, Heer?.
In 1977 werd begonnen met een eigen universiteit. De University of the Nations heeft 101 locaties, waarvan een van de grootste gevestigd is op Kona, Hawaï. De universiteit is niet officieel erkend of geaccrediteerd door enige instantie.
Met het schip de Anastasis begon in 1979 het 'schepenwerk' van Jeugd met een Opdracht. Het schip kreeg internationaal grote bekendheid toen oprichter en directeur van Mercy Ships, Don Stephens in Griekenland werd gearresteerd omdat hij daar het Evangelie zou hebben willen verspreiden. Inmiddels is het schepenwerk afgestoten en verdergegaan als een zelfstandige organisatie, Mercy Ships genaamd.

## Jeugd met een Opdracht in Nederland
In 1973 werd Jeugd met een Opdracht in Nederland gestart. Enkele Nederlandse jongeren hadden in 1972 meegedaan aan een evangelisatieactie van Jeugd met een Opdracht tijdens de Olympische Spelen in München. Het jaar daarop haakten ze aan bij een soortgelijke campagne, de actie Omkeer van de Near East Ministry (NEM) in Amsterdam. In 1973 werden twee woonboten van een internaat voor schipperskinderen gekocht.
De Ark was jarenlang een herkenningspunt van Jeugd met een Opdracht aan de De Ruyterkade achter het Centraal Station in Amsterdam. In 1980 werd een oud gebouw overgenomen van het Leger des Heils aan de voorkant van het Centraal Station. Het gebouw kreeg de naam Samaritan’s Inn. Tegenwoordig wordt het gebouw gebruikt voor huisvesting van JmeO-stafleden en huurt café Dwaze Zaken de benedenverdieping van het pand. Sinds 1985 maakt Jeugd met een Opdracht voor huisvesting en allerlei activiteiten ook gebruik van het voormalige Zeemanshuis aan het Kadijksplein in Amsterdam.
Vanaf eind jaren zeventig werd Jeugd met een Opdracht ook buiten Amsterdam actief, onder meer met het trainingscentrum Heidebeek te Heerde, in Ede, Assen, Arnhem/Nijmegen en in recenter jaren ook in Twente, Rijnmond/Rotterdam en Alblasserwaard.
Tot diep in de jaren 80 legde Jeugd met een Opdracht de nadruk op evangelisatie-activiteiten. Een kenmerk van de beginjaren was dat bij activiteiten alles en iedereen betrokken was. Gaandeweg begonnen teams ook hun eigen werk te ontwikkelen. Zo is het werk van King's Kids ontstaan, 'frontliniezending', scholen/opleidingen, kerkstichting, ondersteuning van projecten elders in de wereld, en verschillende hulpprojecten (bijvoorbeeld gericht op gezinnen en opvoeding, (ex-)prostituees en rampgebieden wereldwijd).
Vandaag de dag zijn activiteiten die vooral in het oog springen het werk onder prostituees op de Amsterdamse wallen, de Impact World Tour, evangelisatieproject The God Story en de Discipelschap Training School, waar studenten in drie maanden lesfase en drie maanden outreach uitgedaagd worden meer van God en zichzelf te ontdekken.
In Nederland was de Amerikaan Floyd McClung (1945-2021) lange tijd het gezicht van de organisatie. Deze leidde van 1973 tot 1975 met zijn vrouw Sally het werk in De Ark. Deze werd vooral gebruikt om te werken onder de hippies in Amsterdam, zoals beschreven in het boek 'Werken voor God bij de duivel op de stoep' (zie Literatuur). Toen Heidebeek als centrum voor training werd aangekocht, verhuisden zij naar Heerde. In de jaren '80 gingen ze terug naar Amsterdam om het werk daar een nieuwe impuls te geven onder de naam Urban Missions. McClung was een bekend spreker binnen christelijk Nederland. Ook Romkje en Jeff Fountain hebben vanaf het begin van Jeugd met een Opdracht in Nederland een belangrijke rol gespeeld, onder meer doordat Romkje veertig jaar voorzitter van het bestuur was. Zij schreef over die periode het boek Op avontuur met God.
Stichting Jeugd met een Opdracht Nederland is aangemerkt als 'Erkend goed doel' van het Centraal Bureau Fondsenwerving.